# Trinia
Trinia es un género de plantas de la familia de las apiáceas. Comprende 34 especies descritas y de estas, solo 6 aceptadas.

## Taxonomía
El género fue descrito por Georg Franz Hoffmann y publicado en Genera Plantarum Umbelliferarum xxvii, 92. 1814. La especie tipo es: Trinia glaberrima Hoffm. 	

## Especies
A continuación se brinda un listado de las especies del género Trinia aceptadas hasta julio de 2013, ordenadas alfabéticamente. Para cada una se indica el nombre binomial seguido del autor, abreviado según las convenciones y usos.
- Trinia biebersteinii Fedor.
- Trinia glauca Dumort.
- Trinia hispida Hoffm.
- Trinia muricata Godet
- Trinia pumila (L.) Rchb.
- Trinia ramosissima Ledeb.